# Самуеле Лонго
Самуеле Лонго (італ. Samuele Longo; нар. 12 січня 1992, Вальдобб'ядене) — італійський футболіст, нападник клубу «Модена».
Виступав за низку італійських та іспанських клубних команд, а також за молодіжну збірну Італії.

## Клубна кар'єра
Народився 12 січня 1992 року в місті Вальдобб'ядене. Вихованець юнацьких команд футбольних клубів «Тревізо» та «Інтернаціонале», також встиг пограти за юнацькі команди «П'яченци» та «Дженоа». У складі молодіжної команди «Інтера» став переможцем молодіжної першості Італії сезону 2011/12, забивши по ходу турніру 18 голів і ставши його найкращим бомбардиром, а також найкращим гравцем.
Того ж сезону дебютував в іграх за головну команду «Інтернаціонале» в Серії A. Утім належного враження на її тренерів не справив і влітку 2012 року для здобуття ігрового досвіду був відданий в оренду до іспанського «Еспаньйола». Протягом наступних років так й не зумів пробитися до основної команди «Інтера», натомість поневірявся орендами, щонайменше щороку змінюючи команду та встигнувши пограти на батьківщині за «Верону», «Кальярі», «Фрозіноне», «Кремонезе» та «Венецію», а також в Іспанії за «Райо Вальєкано», «Жирону», «Тенерифе», «Уеску» та «Депортіво» (Ла-Корунья). При цьому пристойну результативність свого часу один з найперспективніших італійських нападників демонстрував лише на рівні другого іспанського дивізіону під час виступів за «Жирону» і «Тенерифе».
У жовтні 2020 року «Інтернаціонале» погодив перехід гравця за 400 тисяч євро до друголігової «Віченци», з якою той уклав трирічний контракт. Утім на початку 2022 року був відданий в оренду до третьолігової «Модени».

## Виступи за збірні
2011 року дебютував у складі юнацької збірної Італії (U-19), загалом на юнацькому рівні взяв участь у 6 іграх, відзначившись 2 забитими голами.
Протягом 2012—2015 років залучався до складу молодіжної збірної Італії. На молодіжному рівні зіграв у 17 офіційних матчах, забив 4 голи.

## Статистика виступів

### Статистика клубних виступів
Станом на 14 квітня 2022
| Сезон                      | Команда                    | Чемпіонат                  | Чемпіонат | Чемпіонат | Національний кубок | Національний кубок | Національний кубок | Континентальні кубки | Континентальні кубки | Континентальні кубки | Інші змагання | Інші змагання | Інші змагання | Усього | Усього |
| Сезон                      | Команда                    | Ліга                       | Ігор      | Голів     | Ліга               | Ігор               | Голів              | Ліга                 | Ігор                 | Голів                | Ліга          | Ігор          | Голів         | Ігор   | Голів  |
| -------------------------- | -------------------------- | -------------------------- | --------- | --------- | ------------------ | ------------------ | ------------------ | -------------------- | -------------------- | -------------------- | ------------- | ------------- | ------------- | ------ | ------ |
| 2011–12                    | «Інтернаціонале»           | A                          | 1         | 0         | КІ                 | 0                  | 0                  | ЛЧ                   | 0                    | 0                    | СІ            | 0             | 0             | 1      | 0      |
| серп. 2012                 | «Інтернаціонале»           | A                          | 0         | 0         | КІ                 | 0                  | 0                  | ЛЄ                   | 1                    | 0                    | -             | -             | -             | 1      | 0      |
| Усього за «Інтернаціонале» | Усього за «Інтернаціонале» | Усього за «Інтернаціонале» | 1         | 0         |                    | 0                  | 0                  |                      | 1                    | 0                    |               | 0             | 0             | 2      | 0      |
| 2012–13                    | «Еспаньйол»                | ПД                         | 18        | 3         | КІ                 | 2                  | 0                  | -                    | -                    | -                    | -             | -             | -             | 20     | 3      |
| 2013-січ. 2014             | «Верона»                   | A                          | 2         | 0         | КІ                 | 1                  | 1                  | -                    | -                    | -                    | -             | -             | -             | 3      | 1      |
| січ.-черв. 2014            | «Райо Вальєкано»           | ПД                         | 9         | 0         | КІ                 | 0                  | 0                  | -                    | -                    | -                    | -             | -             | -             | 9      | 0      |
| 2014–15                    | «Кальярі»                  | A                          | 27        | 0         | КІ                 | 2                  | 2                  | -                    | -                    | -                    | -             | -             | -             | 29     | 2      |
| 2015–16                    | «Фрозіноне»                | A                          | 18        | 0         | КІ                 | 1                  | 0                  | -                    | -                    | -                    | -             | -             | -             | 19     | 0      |
| 2016–17                    | «Жирона»                   | СД                         | 34        | 14        | КІ                 | 1                  | 0                  | -                    | -                    | -                    | -             | -             | -             | 35     | 14     |
| 2017–18                    | «Тенерифе»                 | СД                         | 22        | 12        | КІ                 | 2                  | 0                  | -                    | -                    | -                    | -             | -             | -             | 24     | 12     |
| 2018–19                    | «Уеска»                    | ПД                         | 15        | 1         | КІ                 | 2                  | 0                  | -                    | -                    | -                    | -             | -             | -             | 17     | 1      |
| січ.-черв. 2019            | «Кремонезе»                | B                          | 4         | 0         | КІ                 | 0                  | 0                  | -                    | -                    | -                    | -             | -             | -             | 4      | 0      |
| 2019-січ. 2020             | «Депортіво»                | СД                         | 13        | 0         | КІ                 | 2                  | 1                  | -                    | -                    | -                    | -             | -             | -             | 15     | 1      |
| січ.-черв. 2020            | «Венеція»                  | B                          | 17        | 4         | КІ                 | -                  | -                  | -                    | -                    | -                    | -             | -             | -             | 17     | 4      |
| 2020–21                    | «Віченца»                  | B                          | 23        | 3         | КІ                 | 1                  | 0                  | -                    | -                    | -                    | -             | -             | -             | 24     | 3      |
| 2021-січ. 2022             | «Віченца»                  | B                          | 9         | 1         | КІ                 | 0                  | 0                  | -                    | -                    | -                    | -             | -             | -             | 9      | 1      |
| Усього за «Віченцу»        | Усього за «Віченцу»        | Усього за «Віченцу»        | 32        | 4         |                    | 1                  | 0                  |                      | -                    | -                    |               | -             | -             | 33     | 4      |
| січ.-черв. 2022            | «Модена»                   | C                          | 10        | 0         | КІ-C               | -                  | -                  | -                    | -                    | -                    | -             | -             | -             | 10     | 0      |
| Усього за кар'єру          | Усього за кар'єру          | Усього за кар'єру          | 222       | 38        |                    | 14                 | 4                  |                      | 1                    | 0                    |               | 0             | 0             | 237    | 42     |